# Irineo Leguisamo
Irineo Leguisamo (Arerunguá, Salto, Uruguay, 20 de octubre de 1903 - Buenos Aires, 2 de diciembre de 1985) fue un jockey uruguayo, conocido como El Pulpo, El Eximio o El Maestro. Compitió durante más de 57 años en hipódromos de Uruguay y Argentina. Está considerado el jinete más importante de la hípica rioplatense del siglo XX.

## Orígenes

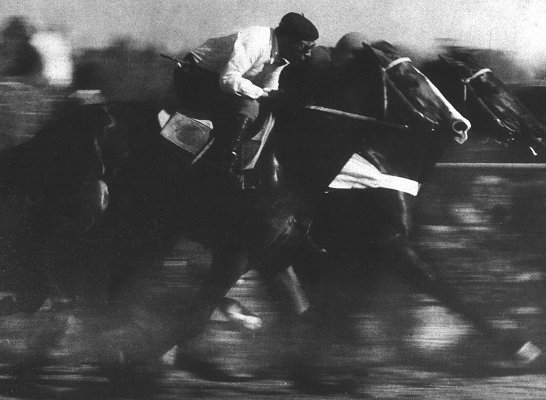
Irineo Leguisamo.

De origen humilde, Leguisamo nació en el pueblo de Arerunguá, en el departamento de Salto, en el noroeste de Uruguay. Fue conocido como el refugio de Artigas durante la guerra de independencia, y constituyó el último refugio de los indígenas charrúas.
Durante su infancia, Leguisamo se dedicó a trabajar en labores agrícolas para ayudar a su madre y sus hermanas desde los 9 años, tras el fallecimiento de su padre, y aprendió a montar siendo aún niño. A la edad de 13 años, y con 35 kilogramos de peso, corrió su primera carrera como aprendiz en el Hipódromo de Salto, montando a la yegua Mentirosa, resultando vencedor. Posteriormente consiguió nuevas victorias, lo cual le permitió correr en Uruguayana, en Brasil, donde volvió a demostrar sus virtudes logrando nuevos triunfos. De vuelta de Brasil, en 1919, su antiguo patrón lo llevó a correr al Hipódromo de Maroñas en las cercanías de Montevideo, perdiendo sus primeras carreras. Al no conseguir montas —a su preparador le habían quitado la licencia—, partió a buscar suerte al Hipódromo de Florida (actualmente llamado Irineo Leguisamo), donde consiguió numerosos triunfos desde su primera carrera, lo cual le valió volver a correr en Maroñas.

## Carrera en Argentina

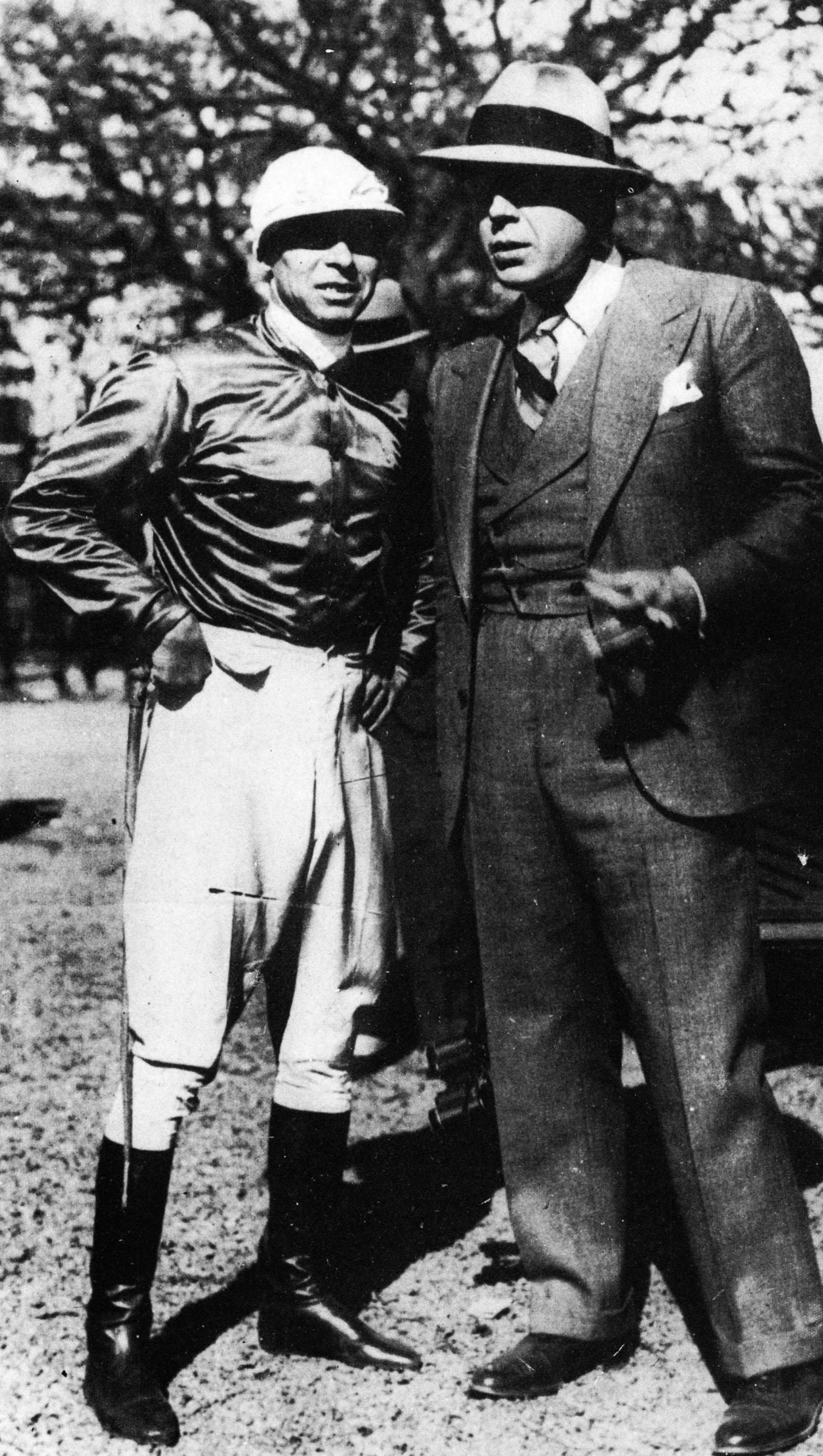
Irineo Leguisamo junto a Carlos Gardel en el Hipódromo de Palermo (Buenos Aires).

Luego de consagrarse como uno de los mejores jinetes aprendices de Maroñas, Francisco Maschio lo llevó a correr en Argentina en 1922, debutando en el Hipódromo de Palermo el 15 de agosto de ese año, perdiendo con la yegua Mina de Plata. Un mes  más tarde lograría su primer gran triunfo clásico en tierras argentinas, el 24 de setiembre de 1922  montando a Caid del Stud Atahualpa, que perteneció a la legendaria Juana Mautone («La Dama del Turf»), ganando el Gran Premio de Honor en el Hipódromo de Palermo. 
Al año siguiente, Leguisamo lograría conquistar la primera de 14 estadísticas consecutivas, las cuales sumadas a las otras 7 que logró más tarde, constituyen hasta el día de hoy el récord de estadísticas logradas por un jinete en Argentina, con 21. En 1935, Leguisamo ganó la primera carrera disputada en la historia del Hipódromo de San Isidro, durante la jornada de inauguración. 
Junto a Francisco Maschio lograría la mayor parte de sus triunfos. Sin embargo, en 1939 dicha sociedad se rompió por desavenencias entre el jinete y el preparador, luego de 17 años de victorias. En aquel período, y gracias a Maschio, Leguisamo entrabó amistad con Carlos Gardel, montando su caballo Lunático, con el cual consiguió algunas victorias en 1927.
Su mejor temporada fue en el año 1944, en la cual ganó 144 carreras. Además se consagró ganador del clásico Gran Premio Carlos Pellegrini en 10 oportunidades, del Gran Premio Jockey Club en 7 ocasiones, consiguiendo además 11 Copas de Oro y 18 Pollas de Potrillos o Potrancas. Logró en total alrededor de 500 clásicos a lo largo de su extensa carrera.
Corrió 12.734 carreras, logrando 3.204 triunfos en hipódromos argentinos (Palermo y San Isidro), incluyendo 495 clásicos. Además, ganó otras 300 carreras en Maroñas, y en hipódromos de otros países como Chile, Perú, Venezuela, Panamá, Ecuador, Colombia, México y Brasil. Sus últimas carreras en Argentina las corrió el 15 y 16 de diciembre de 1973, cuando se alzó con dos victorias: primero en Palermo con Bablino, por medio pescuezo, y luego en San Isidro con Mac Honor, por 7 cuerpos.

## Del retiro a sus últimos días
En 1974, Irineo Leguisamo se retiró de la hípica con un triunfo en el Hipódromo de Maroñas, montando a Fortimbrás, a la edad de 71 años. En 1980 recibió el Premio Konex de Platino como el mejor jockey de la historia en Argentina. Considerado el mejor jinete rioplatense del siglo XX, falleció el 2 de diciembre de 1985 en Buenos Aires, a la edad de 82 años. En 1938 se había casado en Buenos Aires con Delia Claudia Viani del Río (nacida en Buenos Aires el 15 de enero de 1913 y fallecida en 1987), aunque la pareja no tuvo hijos.
En el año 2003, por decreto parlamentario, la Escuela Rural N.º 38 de Arerunguá cambió de nombre, pasando a llamarse Escuela «Irineo Leguisamo».

## Leguisamo en la cultura popular
Modesto Papavero compuso en 1925 el tango 'Leguisamo solo', popularizado por Carlos Gardel, amigo del jinete y aficionado a las carreras. Sobre el mismo tema, Gardel grabó los tangos Palermo y Por una cabeza.
Leguisamo dio su testimonio en el filme Gardel, el alma que canta, dirigido en 1985 por Carlos Orgambide, y en el filme Hasta siempre Carlos Gardel (1973), dirigido por Ángel Acciaresi. Además, es mencionado en Se dice de mí, milonga de Francisco Canaro e Ivo Pelay (en la segunda versión, de 1954), grabado por Tita Merello.
En 2009 se levantó un busto en su honor en el hipódromo de Palermo, Buenos Aires, dedicado por Palito Ortega, a quien consideró un hijo.